# Maple Glen (Pennsylvanie)
Maple Glen est une census-designated place du comté de Montgomery, en Pennsylvanie, aux États-Unis.

## Géographie
Maple Glen se trouve au nord-est des États-Unis, dans le sud-est de l'État de Pennsylvanie, au sein du comté de Montgomery, dont le siège de comté est Norristown. Ses coordonnées géographiques sont 40° 10′ 31″ N, 75° 10′ 48″ O.

## Démographie
Au recensement de 2010, sa population était de 6 742 habitants.